# Campionati italiani assoluti di scherma del 1968
I Campionati italiani assoluti di scherma del 1968 sono stati organizzati dalla Federazione Italiana Scherma.
Nel fioretto, si sono aggiudicati i titoli dei campionati italiani Arcangelo Pinelli, alla sua prima affermazione, e Antonella Ragno, campionessa italiana per la sesta volta.
Il titolo della spada è andato a Claudio Francesconi, nella sciabola a Rolando Rigoli,entrambi alla loro prima affermazione.
Non si sono disputati, invece, i campionati italiani a squadre.

## Podi

### Uomini
| Specialità  | Oro                 | Argento | Bronzo |
| Individuali |                     |         |        |
| Fioretto    | Arcangelo Pinelli   | -       | -      |
| Spada       | Claudio Francesconi | -       | -      |
| Sciabola    | Rolando Rigoli      | -       | -      |

### Donne
| Specialità  | Oro             | Argento | Bronzo |
| Individuali |                 |         |        |
| Fioretto    | Antonella Ragno | -       | -      |